# Seann William Scott

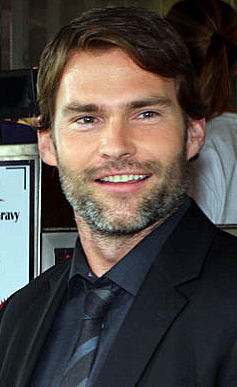
Seann William Scott in Sydney (2012)

Seann William Scott (* 3. Oktober 1976 in Cottage Grove, Minnesota als Sean William Scott) ist ein US-amerikanischer Schauspieler.

## Leben und Karriere
Seann William Scott wurde als jüngstes von sieben Geschwistern geboren und wuchs in seinem Geburtsort Cottage Grove im US-Bundesstaat Minnesota auf. Für ihn stand schon früh fest, dass er einmal Schauspieler werden wollte und so sprach er schon im Alter von 12 Jahren für eine Rolle in der Fernsehserie Baywatch vor, jedoch ohne Erfolg. Nach seinem Abschluss an der Park High School in Cottage Grove zog er nach Los Angeles, wo er bei einem Talentwettbewerb entdeckt wurde. Zuerst war er im Fernsehen und in dem Musikvideo zu Hole In My Soul von Aerosmith zu sehen.
Der Durchbruch kam 1999 mit der Rolle des Partyschmeißers Steve Stifler in der erfolgreichen Teeniekomödie American Pie – Wie ein heißer Apfelkuchen. 2001, 2003 und 2012 folgten drei Fortsetzungen, in denen Scott erneut in die Rolle des Unruhestifters schlüpfte. Nach seinem Erfolg war er 2000 gleich in drei weiteren Teeniefilmen zu sehen: im Horrorfilm Final Destination sowie den Komödien Road Trip und Ey Mann, wo is’ mein Auto?.
2001 spielte er unter anderem in Evolution an der Seite von David Duchovny und Julianne Moore. In der Actionkomödie Welcome to the Jungle aus dem Jahr 2003 wird Scott von Dwayne Johnson gesucht. 2005 war er neben Johnny Knoxville und Popsängerin Jessica Simpson in der Kinoadaption der Fernsehserie Ein Duke kommt selten allein zu sehen.
Im Jahr 2011 hatte er eine Hauptrolle in Goon – Kein Film für Pussies, einer Eishockey-Komödie, in der er zusammen mit Jay Baruchel und Liev Schreiber auftritt. Bei dieser Komödie handelt es sich um eine Verfilmung des Buchs Goon:The True Story of an Unlikely Journey into Minor League Hockey.
Im Mai 2018 wurde er für die dritte Staffel der Fox-Serie Lethal Weapon als zweiter Hauptdarsteller neben Damon Wayans und Nachfolger von Clayne Crawford engagiert.
Seine deutsche Stimme leiht ihm meist Björn Schalla.

## Filmografie

### Filme
- 1997: Durchgebrannt – Hilfeschrei aus L.A. (Born Into Exile, Fernsehfilm)
- 1999: American Pie – Wie ein heißer Apfelkuchen (American Pie)
- 2000: Final Destination
- 2000: Road Trip
- 2000: Ey Mann, wo is’ mein Auto? (Dude, Where’s My Car?)
- 2001: Evolution
- 2001: American Pie 2
- 2001: Jay und Silent Bob schlagen zurück (Jay and Silent Bob Strike Back)
- 2002: Stark Raving Mad
- 2003: Old School – Wir lassen absolut nichts anbrennen (Old School)
- 2003: Bulletproof Monk – Der kugelsichere Mönch (Bulletproof Monk)
- 2003: American Pie – Jetzt wird geheiratet (American Wedding)
- 2003: Welcome to the Jungle (The Rundown)
- 2005: Ein Duke kommt selten allein (The Dukes of Hazzard)
- 2006: Southland Tales
- 2006: Ice Age 2 – Jetzt taut’s (Ice Age: The Meltdown, Stimme von Crash)
- 2007: Mr. Woodcock
- 2007: Trainwreck: My Life As An Idiot
- 2008: Vorbilder?! (Role Models)
- 2008: Topjob – Showdown im Supermarkt (The Promotion)
- 2009: Gary – Der Tennis Coach (Balls Out: Gary the Tennis Coach)
- 2009: Ice Age 3 – Die Dinosaurier sind los (Ice Age: Dawn of the Dinosaurs, Stimme von Crash)
- 2009: Planet 51 (Stimme von Skiff)
- 2010: Cop Out – Geladen und entsichert (Cop Out)
- 2010: Jackass 3D
- 2011: Goon – Kein Film für Pussies (Goon)
- 2012: American Pie: Das Klassentreffen (American Reunion)
- 2012: Ice Age 4 – Voll verschoben (Ice Age: Continental Drift, Stimme von Crash)
- 2013: Movie 43
- 2014: Just Before I Go
- 2016: Ice Age 5 – Kollision voraus! (Ice Age: Collision Course, Stimme von Crash)
- 2017: Goon: Last of the Enforcers
- 2018: Super Troopers 2
- 2018: Bloodline
- 2019: Already Gone
- 2023: Becky 2 (The Wrath of Becky)
- 2024: Ein Jackpot zum Sterben! (Jackpot!)

### Fernsehserien
- 1996: Auf schlimmer und ewig (Unhappily Ever After) – Strandparty (Folge 3x02)
- 1997: Something so Right
- 2013: It’s Always Sunny in Philadelphia (Folge 5x09)
- 2018–2019: Lethal Weapon (15 Folgen)
- 2022–2023: Welcome to Flatch (14 Folgen)
- 2025: The Righteous Gemstones (5 Folgen)
- seit 2025: Shifting Gears

## Auszeichnungen
- 2002 – MTV Movie Awards: Bester Kuss mit Jason Biggs für American Pie 2
- 2002 – Teen Choice Awards: Choice Movie Sleazebag für American Pie 2
- 2004 – MTV Movie Awards: Beste Tanzszene für American Pie – Jetzt wird Geheiratet (Stifler in der Schwulenbar)
- 2004 – Teen Choice Awards: Choice Movie Sleazebag für American Pie – Jetzt wird Geheiratet

Nominierungen
- 2000 – Teen Choice Awards: Choice Sleazebag für American Pie – Wie ein heißer Apfelkuchen
- 2001 – Teen Choice Awards: Bestes Leinwandpaar mit Ashton Kutcher für Ey Mann, wo is’ mein Auto?
- 2004 – MTV Movie Awards: Beste Comedy Darstellung für American Pie 2
- 2004 – Teen Choice Awards: Bester Hauptdarsteller für American Pie 2
- 2004 – Teen Choice Awards: Choice Movie Blush für American Pie 2
- 2006 – MTV Movie Awards: Bestes Leinwandpaar mit Johnny Knoxville und Jessica Simpson für Ein Duke kommt selten allein